# Frieden von Cateau-Cambrésis

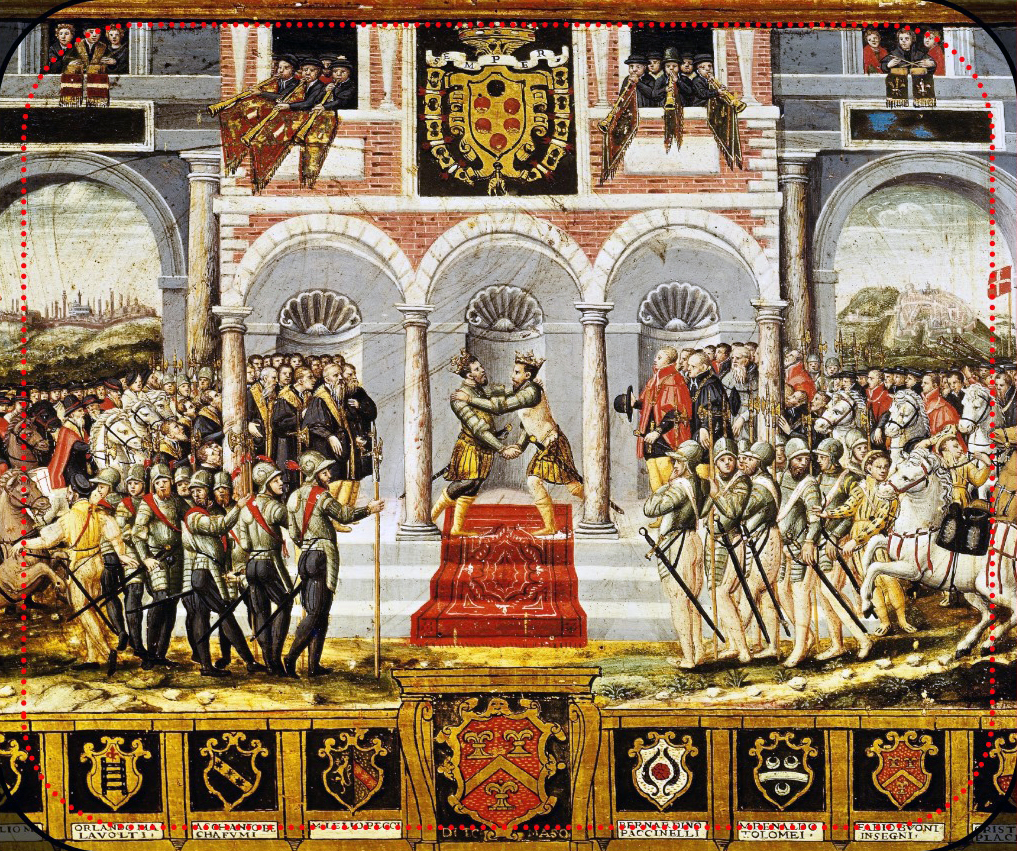
Frieden von Cateau-Cambrésis

Der Frieden von Cateau-Cambrésis waren zwei 1559 in Cateau-Cambrésis, südöstlich von Cambrai, geschlossene Friedensverträge zwischen Heinrich II. von Frankreich, Philipp II. von Spanien und Elisabeth I. von England. Der Friede beendete die französisch-spanische Auseinandersetzung um die Vorherrschaft in Europa, insbesondere in Italien.

## Erster Vertrag: Frankreich und England
Der erste Vertrag vom 12. März und 2. April 1559 wurde zwischen König Heinrich II. von Frankreich und der englischen Königin Elisabeth I. abgeschlossen. Gegen eine Zahlung von 500.000 Écu behielt Frankreich das im Januar 1558 zurückeroberte Calais.

## Zweiter Vertrag: Frankreich und Spanien
Der zweite Vertrag vom 3. April 1559 wurde zwischen König Heinrich II. von Frankreich und Philipp II. von Spanien abgeschlossen.
Der französische König verzichtete auf alle Ansprüche in Italien, behielt aber die 1552 besetzten Drei Bistümer von Metz, Toul und Verdun.
Philipp II. erhielt seine Territorien in Italien sowie die burgundischen Besitzungen bestätigt. Frankreich musste auf seine Kriegsziele verzichten und Thionville, Orte in Luxemburg, Marienburg, Yvoix, Damvillers, Montmédy sowie Gebiete im Artois und Charolais an Spanien zurückgeben.
Dem Herzogtum Savoyen, das 1536 fast vollständig von Frankreich annektiert worden war, wurde der entzogene Besitz zurückgegeben, insbesondere der transalpinische Teil mit der ehemaligen Hauptstadt Chambéry und den Alpenpässen.
Der Vertrag wurde durch zwei Ehen bekräftigt: die Tochter Heinrichs II., Elisabeth von Valois, heiratete Philipp II., Heinrichs Schwester Margarete heiratete Emmanuel Philibert von Savoyen. Wenige Wochen nach den Vertragsschlüssen starb Heinrich II. an den Folgen eines Turnierunfalls. Das Turnier hatte aus Anlass des Friedensschlusses stattgefunden.

## Auswirkungen
Mit dem Frieden von Cateau-Cambrésis schied Frankreich für vierzig Jahre als dominierende Großmacht aus und ermöglichte so die spanische Vormachtstellung Philipps II. und der Habsburger in Europa. Der König von Frankreich war zunächst bestrebt, seine inneren Konflikte mit dem aufgekommenen Protestantismus zu lösen (Hugenottenkriege), und wollte einen Frieden aushandeln, der ihn außenpolitisch absicherte. Die innere Konsolidierung sollte jedoch bis 1598 andauern, in deren Folge Heinrich IV. wieder eine offensive Politik gegen das Haus Habsburg forcierte.